# Lorraine Clifford-Lee
Lorraine Clifford-Lee (Waterford, 22 de setembre de 1981) és una política irlandesa del Fianna Fáil que va exercir de senadora al Panel de la cultural i educació (An Rolla Saíochta agus Oideachais) des d'abril de 2016.
Originària de Waterford, va presentar-se sense èxit a la circumscripció de Dublin Fingal a les eleccions generals irlandeses de 2016. Va rebre 3.359 vots a les primeres votacions, però va ser eliminada al novè recompte.
Viu a Donabate amb el seu marit John Lee, la seva filla i el seu fill. El seu marit és l'editor polític del diari Mail on Sunday. És una procuradora autònoma i parla amb freqüència en irlandès. A la seva elecció al Seanad Éireann va ser nomenada portaveu al senat de Fianna Fáil per a la justícia, la infància i la joventut. El novembre de 2018 va ser nomenada Diputada cap de l'oposició al Seanad Éireann.
Clifford-Lee va ser candidata per a les eleccions de la circumscripció de Dublin Fingad del 29 de novembre de 2019 per ocupar el lloc vacant de Clare Daly d'Independents 4 Change, que va ser escollida membre del Parlament Europeu el maig de 2019. A l'inici de la campanya de les eleccions de Dublin Fingal del 2019, Clifford-Lee es va veure obligada a demanar disculpes per diverses piulades del 2011, retratant actituds negatives i racistes envers els nòmades irlandesos i els brasilers. Ha rebutjat les ofertes per presentar-se com a candidata, al·legant que és víctima d'una campanya contra ella, mentre que Fianna Fáil fins ara s'ha negat a disciplinar-la. Va rebre el 18,5% dels primers vots preferents, quedant-se en el segon lloc i va ser eliminada al recompte final.